# Центральный совет евреев Германии

## История
Центральный совет был основан 19 июля 1950 г. во Франкфурте-на-Майне делегатами уже существующих еврейских общин в ФРГ и их региональных объединений. В его первый совет директоров вошли: государственный уполномоченный Баварии по делам рас, религиозных и политических преследований Филипп Ауэрбах; Хайнц Галински, который был освобожден в Берген-Бельзене и впоследствии много лет возглавлял берлинскую еврейскую общину; адвокат Бенно Остертаг, специализирующийся на вопросах возмещения ущерба ; два члена Центрального комитета в зоне США Пейсах Пикач и Хаскиль Эйфе; Йозеф Розенсафт и Норберт Волльхейм для британской зоны. Первой резиденцией Центрального совета евреев в Германии был Франкфурт-на-Майне , с 1951 г. - Дюссельдорф , с 1985 г. - Бонн, а с 1 апреля 1999 г. - Берлин, где головной офис располагается в Leo-Baeck-Haus .
Сама организация отмечает, что всего через два месяца после освобождения Германии союзниками и капитуляции нацистской Германии был сформирован Центральный комитет освобожденных евреев в американской зоне . Он считается одной из первых ячеек Центрального совета, который был основан пятью годами позже. Подобные союзы существовали и в других оккупационных зонах. В 1945 г. был восстановлен 51 приход; год спустя в Германии было уже 67 еврейских общин. 
В первые несколько лет организация считала своей основной задачей влиять на законодательство, чтобы исправить национал-социалистическую несправедливость. Позже борьба с антисемитизмом , поддержка сближения между Германией и Государством Израиль и содействие работе сообществ-членов и региональных ассоциаций стали более важными задачами, а также приверженность взаимопониманию между евреями и не евреями.
После падения Берлинской стены и воссоединения Германии в 1990 году иммиграция десятков тысяч евреев (в основном в качестве «беженцев по квоте») из стран бывшего Советского Союза (государств СНГ) стала новым фокусом. Они были распределены по федеральным землям в соответствии с ключом Кенигштайна, который в основном учитывает количество жителей. Число членов еврейской общины Германии с 1990 года увеличилось более чем в три раза.
Те, кто родился в Германии, по-прежнему формируют Центральный совет - и несколько евреев из Восточной Европы, которые сейчас составляют большинство членов общины во многих местах. Центральный совет издает еженедельную газету Jüdische Allgemeine . Союз прогрессивных евреев , чьи приходы имеют ок. 3000 членов, является вторым по величине объединение еврейских общин в Германии после Центрального Совета. После ранее напряженных отношений между двумя организациями отношения теперь нормализовались. В некоторых случаях теперь члены региональных ассоциаций Союза прогрессивных евреев в Центральном совете евреев Германии.
Федеральное правительство вносит свой вклад в сохранение и поддержание немецко-еврейского культурного наследия, развитие еврейской общины и к интеграции-политическим и социальным задачам Центрального совета в Германии и поддерживает Центральный совет финансовой помощи в выполнении своих надрегиональные задач и расходы , связанные с его применением. Впервые это было заключено в государственном договоре в 2003 году . [5] В контракте от 6 июля 2018 г. Федеративная Республика Германия обязалась увеличить годовые государственные пособия с 10 до 13 миллионов евро.

## Организация
- Структура

Центральный совет состоит из трех органов: 
- президиум как исполнительный орган,
- совет директоров как представитель региональных ассоциаций и крупных сообществ,
- совет как представительство сообществ.

В собрание совета входят все региональные ассоциации, а также крупные сообщества в Берлине, Мюнхене, Франкфурте и Кельне, с одним делегатом на каждые 1000 членов сообщества. Как высший руководящий орган Центрального совета, он имеет право издавать руководящие принципы, законы о бюджете и контролировать работу Президиума. Он решает основные вопросы еврейской общины, принимая во внимание автономию отдельных общин-членов, с наивысшим приоритетом. Он собирается не реже одного раза в год и избирает трех членов из числа своих членов в президиум Центрального совета, состоящий из девяти членов, сроком на четыре года.
Совет директоров состоит из представителей, присланных отдельными членами или региональными ассоциациями, с одним делегатом на каждые 5000 членов сообщества, которые начали. Совет директоров избирает шесть членов Президиума из девяти человек из своего состава сроком на четыре года. Совет директоров контролирует деятельность Президиума и избирает Генерального секретаря.
Президиум избирает президента и двух вице-президентов из своего состава, которые публично представляют Центральный совет евреев. Президиум управляет делами Центрального Совета, текущие дела осуществляет Генеральный секретарь, который избирается на пять лет.
Центральный совет является полноправным членом нескольких международных еврейских организаций, в том числе:
- Всемирный еврейский конгресс
- Европейский еврейский конгресс
- Всемирная еврейская реституционная организация
- Конференция по материальным претензиям евреев к Германии

Председатели / Президенты 
1. 1954–1963: Хайнц Галински , председатель
2. 1963–1969: Герберт Левин , председатель
3. 1969–1988: Вернер Нахманн , председатель
4. 1988–1992: Хайнц Галински, председатель и президент
5. 1992–1999: Игнатц Бубис , президент
6. 2000–2006: Пол Шпигель , президент
7. 2006–2010: Шарлотта Кноблох , президент
8. 2010–2014: Дитер Грауман , президент
9. с ноября 2014 года Йозеф Шустер

- Генеральные секретари / управляющие директора

1. 1950–1973: Хендрик ван Дам, генеральный секретарь
2. 1973–1988: Александр Гинзбург, генеральный секретарь.
3. 1988–1992: Миха Гуттманн, генеральный секретарь
4. 2004–2014: Стефан Крамер, генеральный секретарь
5. с мая 2014 года: Даниэль Ботманн, управляющий директор

- Региональные ассоциации

Центральный совет в настоящее время состоит из 23 региональных ассоциаций, в общей сложности 108 еврейских общин, насчитывающих около 100 000 членов. 
- Израильская религиозная община Бадена
- Региональная ассоциация израильских культурных сообществ в Баварии
- Еврейская община в Берлине
- Государственная ассоциация еврейских общин Бранденбурга
- Еврейская община в земле Бремен
- Еврейская община Франкфурта-на-Майне
- Еврейская община Гамбурга
- Региональная ассоциация еврейских общин в Гессене
- Община синагоги Кельн
- Региональная ассоциация еврейских общин Мекленбурга-Передней Померании
- Община израильтян в Мюнхене и Верхней Баварии
- Региональная ассоциация еврейских общин Нижней Саксонии
- Государственное объединение израильских религиозных общин Нижней Саксонии
- Региональная ассоциация еврейских общин Северного Рейна
- Региональная ассоциация еврейских общин земли Рейнланд-Пфальц
- Синагога община Саар
- Государственная ассоциация еврейских общин Саксонии
- Государственное объединение еврейских общин Саксонии-Анхальт
- Еврейская община земли Шлезвиг-Гольштейн
- Государственная ассоциация еврейских общин земли Шлезвиг-Гольштейн
- Государственная еврейская община Тюрингии
- Региональная ассоциация еврейских общин Вестфалии-Липпе
- Религиозная община израильтян Вюртемберг

## Награды
Центральный совет евреев Германии присуждает премию Лео Бека с 1967 года и премию Пауля Шпигеля за моральное мужество с 2009 года. 

## Скандалы
После смерти Вернера Нахманна было выдвинуто обвинение в том, что в период с 1981 по 1987 год Нахманн присвоил около 33 миллионов немецких марок в виде процентного дохода от репарационных денег от федерального правительства. Фактическое местонахождение денег в значительной степени неясно по сей день, хотя преемник Нахмана на посту Хайнц Галински в течение многих лет усиленно работал над выяснением этого вопроса.
В 2000 году лидеры бременской общины Эльвира Ноа и вице-президент Центрального округа и президент Мюнхена Шарлотта Кноблох дали еженедельной газете Junge Freiheit интервью, в котором в октябре 2000 года было опубликовано 13 [14] и 20  расходов. Последовавшие за этим дебаты в ZdJ привели к решению совета директоров не быть в будущем собеседником для «правых СМИ». 
В апреле 2004 года был спор между Центральным Советом президентом Паулем Шпигелем и председателем Союза прогрессивных евреев в Германии , Яном Мюльштайном. Мюльштайн призывает к равным финансовым правам для либеральных еврейских общин при распределении трех миллионов евро государственного финансирования, выплачиваемого ежегодно на основании государственного договора. Наследники Лео Бека хотят отозвать право использовать имя Лео Бек у Центрального совета из-за спора. В беседе при посредничестве Всемирного союза прогрессивных евреев в кулуарах их ежегодной встречи на Песах 2006 года в Ганновере Центральный Совет и Союз во многом урегулировали свои разногласия.
Во время войны в Ливане в 2006 году Рольф Верлегер, член совета директоров, в открытом письме обвинил Президиум Центрального совета в том, что он безоговорочно позиционирует себя на стороне правительства Израиля. Из-за этого письма 9 августа 2006 г. его родная община в Любеке сместила его с поста председателя еврейской общины земли Шлезвиг-Гольштейн. Верлегер признал, что позиция Президиума выражает мнение большинства евреев Германии. [17]
В горячих дебатах об обрезании мальчиков по религиозным мотивам , вызванных решением Кельнского областного суда 7 мая 2012 года , Центральный совет выразил протест против вмешательства ультраортодоксального министра внутренних дел Израиля Эли Джишая. С октября 2013 года он проводит сертификационные семинары для Мохалима по правовым и медицинским аспектам обрезания. Это сделано для того, чтобы брит-мила проводилась сертифицированным моэлем в соответствии с правовыми положениями, действующими в Германии. Лекторами были  конституционный юрист Вюрцбурга Кирилл-Александр Шварц и медицинский директор Еврейской больницы Берлина  Ганс Кристоф Граф. Вице-президент Центрального совета Йозеф Шустер заявил, что не следует ожидать поддержки со стороны Центрального совета в отношении обрезаний, которые не соответствуют требованиям закона. 

## Общенациональная организация сообществ и объединений
Рейхское представительство немецких евреев (1933-1935, после принятия Нюрнбергских законов о расе эта ассоциация была переименована в 1935 году в Рейхское представительство евреев в Германии ) (1935-1938)
С 1938 по 1939 год он стал Рейхсской ассоциацией евреев Германии . С февраля по июль 1939 года эта организация называлась Рейхс-ассоциация евреев Германии.
Рейхская ассоциация евреев в Германии (нацистская организация под руководством Главного управления безопасности рейха / гестапо; национализация июль 1939-1943; 16 июня 1943 года RSHA приказывает закрыть все существующие офисы).